# 1,8-Dichloroctan
1,8-Dichloroctan ist eine chemische Verbindung aus der Gruppe der aliphatischen, gesättigten Halogenkohlenwasserstoffe und Paraffine.

## Gewinnung und Darstellung
1,8-Dichloroctan kann durch elektrochemische Reduktion von 1,4-Dihalobutanen in Dimethylformamid gewonnen werden.

## Eigenschaften
1,8-Dichloroctan ist eine brennbare, schwer entzündbare, farblose Flüssigkeit, die sehr schwer löslich in Wasser ist.

## Verwendung
1,8-Dichloroctan wird als Zwischenprodukt für Chemikalien in den Bereichen Lebensmittel, Pharmazie, Biomedizin, Elektrotechnik und Elektronik verwendet.